# ワスプ (マーベル・コミック)
ワスプ（The Wasp, 本名: ジャネット・ヴァン・ダイン、Janet van Dyne）は、マーベル・コミックの出版物に登場するスーパーヒロインである。作者はスタン・リーとアーニー・ハートとジャック・カービーで、『Tales to Astonish』第44号（1963年6月）で初登場した。
2008年にジャネットが死亡した後はヘンリー・ピムがワスプの名を継いだ。
2011年5月、IGNの歴代コミックヒーロー・トップ100で99位となった。また、『Comics Buyer's Guide』の「コミックの100人のセクシーな女性」では94位となった。

## 出版上の歴史
ジャネット・ヴァン・ダインは『Tales to Astonish』第44号で、ヘンリー・ピムのパートナーとして初登場した。脚本はスタン・リー、作画はジャック・カービーである。
『Astonish』と同時期にジャネットは『アベンジャーズ』第1号でピムとともにアベンジャーズに加入した。後に彼女は普通の生活に戻りたいと言って、チームを去ることを提案した最初の1人となった。第28号で彼女はチームに復帰し、第28号でピムと結婚し、第75号で2人は再びチームを離れた。

## キャラクターの歴史

### オリジン
ジャネット・ヴァン・ダイン（Janet Van Dyne）は、ニュージャージー州クレスキルで生まれた。彼女は裕福な科学者バーノン・ヴァン・ダイン博士の娘であり、浅はかで自己中心的、気まぐれな人物として描かれた。だがヴァン・ダイン博士は実験中に転送した宇宙怪物によって殺されてしまい、ジャネットは父の友人で科学者のヘンリー・ピムに仇討ちの協力を依頼する。ピムは物質の大きさを縮小させる効果を持つ「ピム粒子」によりスーパーヒーローのアントマンとしても活動していた。彼はジャネットに「ピム粒子」を分け与え、さらに「ワスプのスティング」を装備した。こうしてアントマンとワスプは怪物を倒し、2人の冒険が始まった。ジャネットはすぐにピムとの恋に落ちたが、彼はかつて元妻を殺されたという経験から彼女を拒絶した。しばしば彼の前でジャネットは明らかに一方的な感情について公然と考え込んだ。ピムは彼女に対する自分の感情を拒絶したが、後にそれを受け入れ、それに従って行動した。2人は両思いとなり、交際を始めた。

### アベンジャーズ
程なくしてスーパーヒーローのチーム、アベンジャーズが設立され、ピムとジャネットは創立メンバーとなった。当初ジャネットはピムの嫉妬を誘発するために、同チームの男性メンバー（特にソー）の魅力について話していた。自信や勇気を欠いていないと自然に外向的な性格、ジャネットは北欧の神々とエイリアンが含まれていた悪役との戦いの厚さに常にあったことはない。初期の彼女のアベンジャーズのキャリアの中で、彼女はネファリア伯爵との戦いで負傷した。彼女とピムは時々休暇をとったが、2人はおおよそ常駐メンバーであった。初めての休暇の後、ピムはゴライアスとしてアベンジャーズに復帰し、コレクターと戦った。

### ヘンリー・ピムとの結婚と離婚
ジャネットとピムはいつも口論するほど仲が良かったが、プロポーズまでは進展しなかった。ある日、イエロージャケットと名乗るヒーローがアベンジャーズ本部に押し入り、彼はピムを倒したと述べ、さらにジャネットを誘拐した。ジャネットはその後イエロージャケットと結婚した。結婚式の際、サーカス・オブ・クライムの襲撃に会い、そしてその戦いの最中、イエロージャケットの正体はピムだったことが判明する。ピムは実験中の事故により解離性同一性障害を引き起こし、イエロージャケットはそれによって生まれた別人格だったのだ。ジャネットは実は早い段階でこれに気付いており、ピムと結婚するためにあえてそれを利用していたのだった。
ジャネットはイエロージャケットと共にアベンジャーズを離れた。ピムは再びアントマンとなり、2人はワーウィンド、パラマン、ドクター・ネメシスなどと戦った。ジャネットは最終的にイエロージャケットと共にアベンジャーズに復帰した。彼女はスパイダーマンとイエロージャケットと共にエキノックスと戦い、その際彼女はイエロージャケットによりパワーを増強された。
身体の大きさを頻繁に変化させたりしたこともあり、しだいに心身を病んでゆき、ジャネットとピムの関係は冷えていった。またウルトロンに誘拐され、ウルトロンの妻のジョキャスタを開発するためにワスプの人格がコピーされた。ジャネットは後にピム抜きでアベンジャーズに復帰した。長年のあいだ、ピムは完全に病んで偏執狂となってしまった。そこでピムは自分で作ったロボットに仲間を攻撃させ、それを自分で助けることで信頼を回復するという計画を立てた。しかしこの計画は失敗し、ピムはアベンジャーズを追放となった。直後にジャネットはピムと離婚し、アベンジャーズの指導者となり、イエロージャケットを逮捕した。その後彼女はビジョンに指導者の座を引き渡した。パラディンと共にブリムストーン男爵と戦い、その後すぐにアベンジャーズの指導者に復帰した。ジャネットは、最終的に再び指導者を辞め、アベンジャーズを去った。そしてジャネットはウェスト・コースト・アベンジャーズに加わり、ピムもそれに続いた。ジャネットは単独でレッド・ローニンの驚異とも戦った。ピムの精神状態が回復すると2人は再び友人となり、恋愛関係を再開した。ジャネットはアベンジャーズ・ウェストのレギュラーメンバーに選ばれたが、予備メンバーになる道を選んだ。数年後、2人はもとのアベンジャーズに復帰した。ラスベガスを旅行中、ピムは再婚を提案するがジャネットは断った。

### 死亡
スクラル人による地球侵略の際、ジャネットは人間爆弾に変えられてしまった。ソーがジャネットを殺すことで爆発は免れ、ソーは仇を討つことを誓った。彼女の死後、ハンク・ピムは新たにワスプとなった。

## 他のバージョン

### アルティメット・マーベル
アルティメット・マーベルでのジャネット・ピムは26歳で、ミュータント、アルティメッツのメンバーである。彼女は2つの博士号（1つは分子生物学）を持ちアジア系として描かれている。

## MCU版
マーベル・シネマティック・ユニバース（MCU）では、ミシェル・ファイファーがジャネット・ヴァン・ダインを演じる。日本語吹替は高島雅羅が担当。
本項は、““アース616”（正史の宇宙）におけるジャネット・ヴァン・ダインを主軸として表記する。

### キャラクター像
ハンク・ピム/アントマン（初代）の妻であり、ホープ・ヴァン・ダイン/ワスプの母。消息不明となる前までは“S.H.I.E.L.D.”エージェント兼“ワスプ” （初代）として活動していた。
若い頃に、気難しいピムとも研究開発からヒーローとしての活動まで公私共に唯一の良きパートナーとしての仲を育み、自分たちの急な出張に寂しい顔をする幼少期のホープに面と向かって愛嬌を振りまけるなど、物柔らかな良妻賢母で、ホープとピムからは心から深く敬愛されていた。
しかし1987年、ピムと共にアメリカに向けて発射されたソ連分離独立派の核ミサイルを食い止める任務に就き、ミサイルの機構内部へと入りこんで停止させたが、原子より小さくなり続けた結果、“量子世界”へと入り、帰還できないまま消息不明になった。この事件は、残されたピムとホープに長い間暗い影を落とした。
彼女の救出と生存は絶望的と思われていたが、2018年にピムとホープ、そして2人に協力するスコット・ラング/アントマンの助力を得て元のサイズの世界に帰還。ピムやホープと再会を果たす。

### 『ホワット・イフ...?』版
ジャネット・ヴァン・ダイン（アース89521）
“アース89521”におけるジャネット。正史のジャネットと同様に量子世界へ縮小して滞在していたが、“量子ウイルス”に感染してゾンビと化した。
“アース51825”でも、その宇宙におけるジャネットの存在がハンク・ピム/イエロージャケットに言及されている。

### 能力
若い頃から研究者としての知識や、ワスプとして活動するために必要な能力を一通り備えており、量子世界に30年以上滞在したことで、エイヴァ・スター/ゴーストの体質を一時的に安定させられる特殊能力も得た。

### ワスプ・スーツ マーク1（Wasp Suit Mark Ⅰ）
アントマン・スーツに酷似した、女性用特殊スーツ。アントマン・スーツ マーク1と同等の縮小・拡大機能のほか、背部に羽アリの羽根を模した透明ファイバー製の羽根“バイオ・ウィング”が装備されており、これを展開して羽ばたかせることで空中を飛行できる。
ジャネットは量子世界でピムと再会した際にも、このスーツを着用し、その上に古びた布を羽織っていた。

### 各作品での活躍
『アントマン』
本作では回想シーンのみの登場。
前述の1987年時の出来事が描写されるが、素顔の彼女は登場しない。
『アントマン&ワスプ』
本作からMCUに本格的に登場。
ピム父娘が再び量子世界の研究と“量子トンネル”の開発・起動を開始したことで、発生した“量子もつれ”の効果により、以前量子世界から帰還を果たしたスコットとリンクしはじめ、量子トンネルの2度目の起動時に彼へ意識を宿して夫と娘をアシストしつつ、自身が滞留している量子世界の座標を伝えた。
後に量子世界に突入したピムの前に現れて再会を喜び、自分はこの世界で生存できただけでなく「進化した」と伝えた。エイヴァによる干渉で一時生命の危機に瀕するが、スコットとホープの奮戦もあってピムと2人で本来のサイズの世界へ帰還。ホープとも再会し、量子世界で得た特殊能力でエイヴァを治療した。
その事後に、ピムと2人で美しい砂浜に邸宅を移し、サンフランシスコに戻るとピム、ホープ、そしてスコットと共にエイヴァのための“量子ヒーリング粒子”の採取に打ち込むが、サノスが発生させた“デシメーション”により夫や娘と共に塵と化して消滅してしまう。
『アベンジャーズ/エンドゲーム』
本作では、デシメーションから5年もの間消滅したままだったが、“アベンジャーズ”の尽力により復活。物語ラストのトニー・スターク/アイアンマンの葬儀にピム、ホープ、スコットと参列する。
『ホワット・イフ...?』
第3話では、アース51825のジャネットがS.H.I.E.L.D.のエージェントとして殉職したことが言及され、このことがピムのニック・フューリー（アース51825）に対する怨恨の一端となった。
第5話
アース89521におけるジャネットが物語冒頭に登場。量子世界の自身の前にやって来たハンク・ピムに襲いかかって彼をゾンビ化させ、元のサイズの世界へ戻ると、自分たちの帰還を待っていたホープ・ヴァン・ダイン/ワスプに襲いかかってしまった。その後の去就は不明だが、このことが地球各地の人々をゾンビ化させてしまう遠因となった。
『アントマン&ワスプ:クアントマニア』

## 他のメディア

### テレビ
- テレビアニメ『The Marvel Super Heroes』では、ペグ・ディクソンがワスプの声を務めた。
- テレビアニメ『Fantastic Four』では、第2シーズン第6話「To Battle the Living Planet」でカメオ登場した。
- テレビアニメ『The Avengers: United They Stand』では、リンダ・バランタインがワスプの声を務めた。
- テレビアニメ『The Super Hero Squad Show』では、ジェニファー・モリソンがワスプの声を務めた[42]。
- テレビアニメ『アベンジャーズ 地球最強のヒーロー』では、Colleen O'Shaughnesseyがワスプの声を務めた[43]。
- テレビアニメ『ディスク・ウォーズ:アベンジャーズ』・『マーベル フューチャー・アベンジャーズ』では、日本での放送においては水橋かおりがワスプの声を務めた。

### その他の映画
- オリジナルビデオアニメーション映画『アルティメット・アベンジャーズ』、『アルティメット・アベンジャーズ2: ブラック・パンサー ライジング』では、グレイ・デリスルがワスプの声を務めた。これはアルティメット・マーベルのバージョンを基にしている。
- オリジナルビデオアニメーション映画『ネクスト・アベンジャーズ: 未来のヒーローたち』では、ジャネットとピムの息子のヘンリー・ピム・Jrが登場する。

### コンピュータゲーム
- 『Captain America and the Avengers』では、NPCとしてワスプが登場した。
- 『Marvel Super Hero Squad Online』では、プレイ可能なヒーローとしてワスプが登場した。